# Битва при Сеттепоцци
Битва при Сеттепоцци (ит. Battaglia di Settepozzi) произошла в первой половине 1263 года у острова Сеттепоцци (средневековое итальянское название Спеце) между генуэзско-византийским и венецианским флотами.
Генуя и византийцы стали союзниками после Нимфейского договора 1261 г., в то время как Генуя уже участвовала в войне святого Саввы против Венеции с 1256 г. В 1263 г. генуэзский флот из 48 кораблей у византийской цитадели Монемвасия встретил венецианский флот из 32 кораблей. Генуэзцы решили атаковать, но только два из четырёх адмиралов генуэзского флота и 14 их кораблей приняли участие в битве и были легко разбиты венецианцами, которые захватили четыре корабля и нанесли значительные потери.
Победа венецианцев и демонстрация нежелания генуэзцев противостоять им имели важные политические последствия, поскольку византийцы начали дистанцироваться от своего союза с Генуей и восстановили свои отношения с Венецией, заключив в 1268 году пятилетний пакт о ненападении. После Сеттепоцци генуэзцы избегали конфронтации с венецианским флотом, вместо этого сосредоточившись на торговых набегах. Это не помешало произойти в 1266 году битве при Трапани, закончившейся уверенной победой венецианцев.

## Предыстория
Когда Михаил VIII Палеолог (пр. 1259—1282 гг.) стал правителем Византийской греческой империи Никеи, он приступил к реализации никейских амбиций по возвращению Константинополя, бывшей столицы Византийской империи, которая после Четвёртого крестового похода в 1204 году была резиденцией конкурирующая Латинская империя. К этому времени Латинская империя представляла собой тень былого величия, но её поддерживала военно-морская мощь Венецианской республики, что способствовало провалу двух крупномасштабных никейских попыток захватить город в 1235 и 1260 годах. Последняя неудача особенно сделала очевидной для Палеолога необходимость противостоять венецианскому флоту, что могла сделать лишь Генуэзская республика.
С 1256 года Генуя была втянута в войну святого Саввы против своего главного торгового конкурента Венеции, и после ряда понесенных неудач столкнулась с перспективой быть полностью отрезанным от прибыльной левантийской торговли. В поисках выхода и дипломатического хода, который укрепил бы внутренние позицию против знати, капитан народа Гульельмо Боканегра отправил посольство к императору с предложением союза. В результате подписанный 13 марта 1261 г. Нимфейский договор обязывал Геную предоставить флот из 50 судов с оплатой расходов империей, а взамен обеспечивал очень выгодные коммерческие условия; после успешного восстановления Константинополя генуэзцы должны были фактически унаследовать и даже расширить привилегированное положение, которое венецианцы занимали в Латинской империи.
В конце концов, Константинополь был взят никейским генералом Алексей Стратигопул всего через две недели после подписания договора, без необходимости в генуэзской военно-морской помощи. Тем не менее, Михаил VIII скрупулёзно соблюдал условия договора, поскольку эта сила всё ещё была необходима, чтобы противостоять потенциальному венецианскому контрудару, в то время как византийский флот медленно восстанавливался. Благодаря субсидиям императора генуэзцы смогли значительно увеличить численность своего флота. В течение года после повторного захвата Константинополя Венеция и Генуя оставались пассивными в Эгейском море: Венеция не решалась противостоять направленному Генуей численно превосходившему флоту и ждала политических событий в Италии, в то время как Генуя страдала от внутренних беспорядков из-за свержения Бокканегры и приходом к власти коллективного руководства, представляющего дворянство.
Летом 1262 года венецианцы направили в Эгейское море флот из 37 галер, который встретил генуэзский флот из 60 кораблей под командованием Оттона Венто в Фессалониках. Генуэзцы отказались вступать в бой, носмогли воспрепятствовать попыткам венецианцев заблокировать их в порту. Пиратский набег союзных Венеции латинских дворян Негропонте в Мраморное море потерпел поражение от византийско-генуэзской эскадры. Между тем вспыхнули боевые действия в Морее, куда в конце 1262 или начале 1263 г. Михаил VIII направил экспедиционный корпус против Ахейского княжества. Несмотря на первоначальные успехи, византийские попытки завоевать латинское государство потерпели решительное поражение при Принице и Макриплаги.

## Сражения
Где-то в начале 1263 года генуэзский флот из 38 галер и 10 саетт (разновидность меньшей и более узкой галеры с одним гребцом на скамье, а не с двумя или тремя. Оптимизированна ради скорости, а не грузоподъемности.) с экипажем около 6 тыс. человек и под командованием четырёх адмиралов плыл к византийской крепости и военно-морской базе Монемвасия на юго-востоке Мореи. На острове Сеттепоцци он столкнулся с венецианским флотом из 32 галер под командованием Гиберт Дандоло, плывущим на север к Негропонте.
Детали боя не очень ясны. Согласно генуэзским Annales Ianuenses, когда был дан сигнал к атаке, вперёд пошли только четырнадцать генуэзских кораблей под командованием адмиралов Пьетро Аввокато и Ланфранко Спинола, в то время как остальные отступили, а затем внезапно бежали. Однако венецианский летописец Мартино да Канале отмечает, что венецианские корабли атаковали первыми, а генуэзцы были развернуты четырьмя рядами по десять кораблей в каждом. По словам Канале, венецианцы взяли на абордаж два генуэзских флагмана, и как только они захватили их и срезали флаги, два других адмирала повернули корабли и бежали. Битва закончилась чистой победой венецианцев: генуэзский флот потерял много людей, в том числе Аввокато, а венецианцы захватили четыре генуэзских корабля, включая флагманы двух адмиралов. Канале оценил потери генуэзцев — «возможно, преувеличенно», по словам историка Дено Джеанакоплоса, — в 1 тыс. человек (600 убитых или раненых и 400 взятых в плен) по сравнению с 20 убитыми и 400 ранеными венецианцами.
Согласно Annales Ianuenses, нерешительность генуэзского флота вступить в бой могла быть связана с тем, что венецианцы требовали иммунитета как крестоносцы. С другой стороны, генуэзский флот, как правило, не мог эффективно противостоять венецианскому на протяжении всей войны; часто, по словам военно-морского историка Джона Дотсона, «из-за разделенного или неэффективного командования», что также имело место и в этом случае. Историки Фредерик Лейн и Дено Геанакоплос объясняли нежелание генуэзских командиров рисковать кораблями тем, что они принадлежали частным подрядчикам, обычно — управлявшим городом богатым знатным купцам, и, таким образом, представляли собой ценные активы, за которые адмиралы несли ответственность.

## Вопросы хронологии и деталей
Венецианский историк и государственный деятель XIV в. Андреа Дандоло поместил битву на конец десятого года правления дожа Реньеро Дзены, то есть на конец 1262 г., либо на январь 1263 г., тогда как в Annales Ianuenses она записана под 1263 годом. Современные историки считают датой весну 1263 года: медиевист Георг Каро считал крайним сроком март, в то время как военно-морской историк Камилло Манфрони наиболее вероятной датой выбрал май. Геанакоплос, во многом следуя за Манфрони, поместил битву в период с мая по июль 1263 года.
В Annales Ianuenses упоминается битва сразу после отплытия 28 мая 1263 года флота под командованием адмиралов Пьетрино Гримальди и Пескето Маллоне из 25 галер и шести других кораблей для усиления действовавшего в Эгейском море генуэзского флота, подразумевая их участие в битве. Однако византинист Альберт Файлер считал, что этот флот, вероятно, отплыл ещё до того, как новости о сражении у Сеттепоцци прибыли в Геную, и что он не участвовал ни в каких боях, в то время как медиевист Мишель Балар предполагает, что в сражении был побеждён флот, плывший для соединения с подкреплением из Генуи. В то время, как согласно «Анналам» флот отплыл в Монемвасию «по приказу императора», его прямая связь с византийскими операциями в Морее, вроде упомянутого в письме римского папы Урбана IV прибытия имперских войск в Монемвасию, является не очевидной.
Кроме того, неизвестны не участвовавшие в бою два адмирала союзников. Канале сообщает, что один из них был греком, и в источниках упоминается о наличии византийских кораблей в составе генуэзского флота. Однако единственный засвидетельствованный командующий византийским флотом в это время Алексей Дука Филантропен действовал тогда на островах Эгейского моря, а не вдоль побережья материковой Греции.

## Последствия

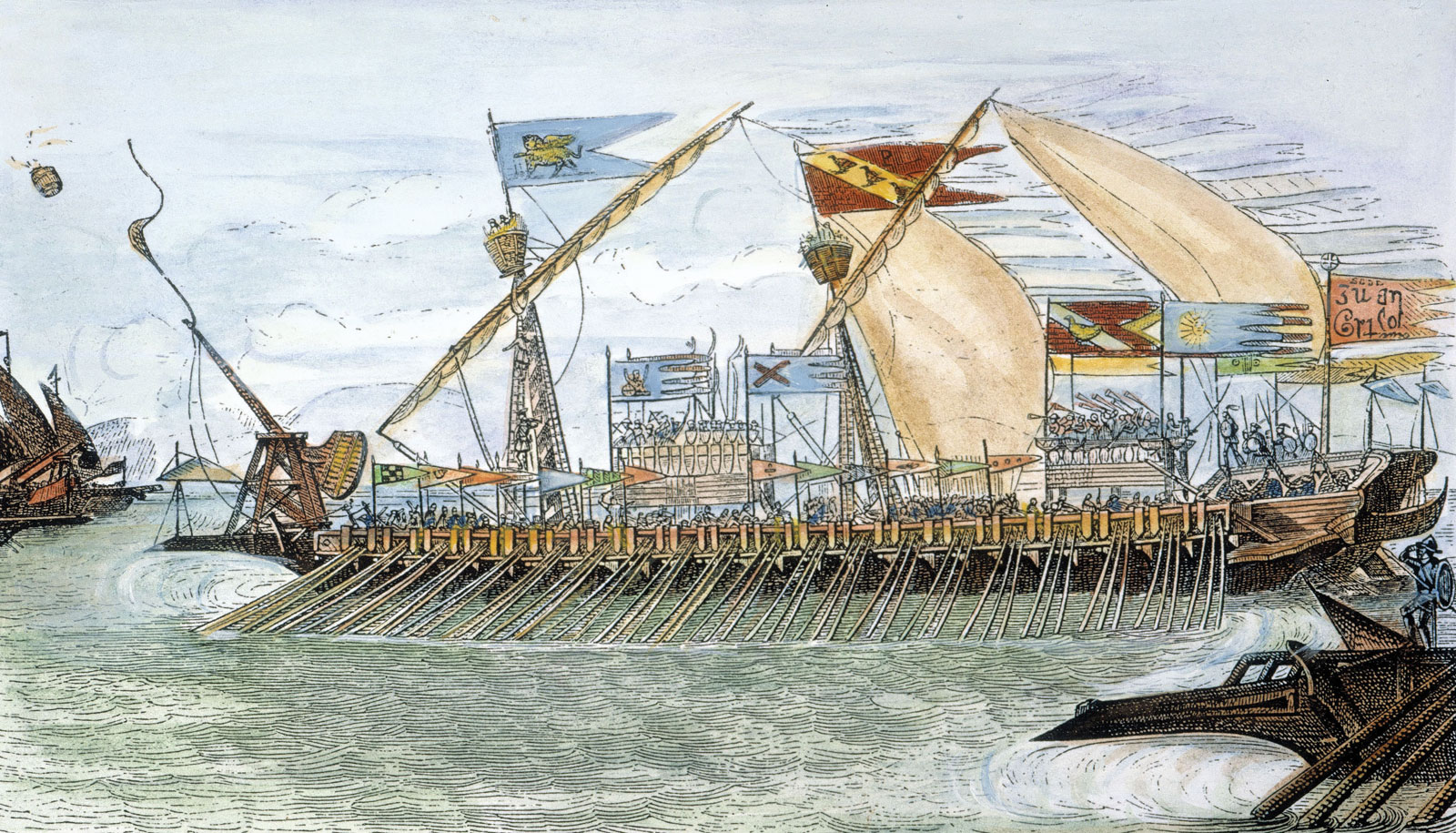
Квинто Ченни. Венецианская галера XIII в.

Хотя большая часть генуэзского флота пережила битву, и после неё удалось захватить четыре венецианских полных провизии плывущих в Негропонт тариды, генуэзцы учредили следственный суд по битве и осудили выживших адмиралов, советников и лоцманов «за их эксцессы … и должностные преступления в районах Румынии [то есть на византийском Востоке]». Никаких дополнительных подробностей в «Анналах» не приводится, но, как отмечает Геанакоплос, «тем не менее, это значительный признак вины, что такие термины могли использоваться в более или менее официальной хронике [Генуэзской Республики]».
Впоследствии генуэзцы избегали прямых столкновений с венецианским боевым флотом и участвовали в торговых набегах на венецианские торговые конвои, добившись заметного успеха в 1264 году в битве при Сазани. В 1266 году основной генуэзский флот из 27 галер потерпел поражение и был полностью захвачен венецианцами в битве при Трапани. Война между двумя державами продолжалась до 1270 года, когда король Франции Людовик IX вынудил обе стороны подписать Кремонский мирный договор.
Помимо гибели людей и кораблей, долгосрочные последствия поражения при Сеттепоцци имели политический характер: Михаил VIII начал пересматривать союз с Генуей, который стоил очень дорого, но пока мало что принес взамен. Император и раньше проявлял признаки нетерпения по отношению к своим союзникам, но вскоре после битвы он уволил со службы шестьдесят генуэзских кораблей и, по словам Канале, жестоко расправился с генуэзскими подеста в Константинополе. Генуэзским кораблям вскоре разрешили вернуться на имперскую службу, но Михаил VIII начал задерживать выплаты их экипажам. Византийско-генуэзский раскол достиг высшей точки в 1264 году, когда генуэзский подеста был замешан в заговоре с целью сдачи Константинополя Манфреду Сицилийскому, после чего император изгнал генуэзцев из города.
Михаил VIII подписал договор с венецианцами 18 июня 1265 года, но он не был ратифицирован дожем Зеноном. После 1266 года перед лицом угрозы со стороны захватившего Неаполь и Сицилию Карла Анжуйского Михаил VIII был вынужден возобновить свой союз с Генуей, но также сохранил в то же время с Венецией был подписан пятилетний пакт о ненападении в июне 1268 года.